# The Beauty of Independence
The Beauty of Independence es el debut en extended play (EP) del grupo de hip hop estadounidense G-Unit. Fue lanzado para su descarga digital el 25 de agosto de 2014 e incluye seis canciones inéditas.

## Ventas
El álbum debutó en el número 17 en la lista Billboard 200, con ventas de la primera semana de 14.472 copias en Los Estados Unidos.

## Lista de canciones
| N.º   | Título                  | Productor(es)             | Duración |  |
| 1.    | «Watch Me»              | Havoc                     | 3:14     |  |
| 2.    | «I Don't Fuck With You» | Lord Quest, KY Miller     | 3:14     |  |
| 3.    | «Digital Scale»         | 45 Music                  | 4:16     |  |
| 4.    | «Dead a Pussy Nigga»    | Ryan "Ryu" Alexy, D.K.A.D | 3:08     |  |
| 5.    | «Changes»               | Ryan "Ryu" Alexy          | 4:07     |  |
| 6.    | «The Plug»              | Viruss Beats              | 3:22     |  |
| 21:28 |                         |                           |          |  |

## Best Buy Bonus Tracks
| N.º | Título          | Productor(es) | Duración |  |
| 7.  | «Ease Up»       | KY Miller     | 4:14     |  |
| 8.  | «Big Body Benz» | KY Miller     | 4:37     |  |

- Datos: Q17681341